# Hemipustulopora
Hemipustulopora is een geslacht van mosdiertjes uit de familie van de Oncousoeciidae en de orde Cyclostomatida.

## Soorten
- Hemipustulopora harmeri Brood, 1976
- Hemipustulopora tuoyuan Liu, Liu & Zágoršek, 2019